# Saostrowje (Kaliningrad)
Saostrowje (russisch Заостровье, deutsch Rantau) ist ein Ort in der russischen Oblast Kaliningrad. Er gehört zur kommunalen Selbstverwaltungseinheit Stadtkreis Selenogradsk im Rajon Selenogradsk. Zu Saostrowje gehört auch der ehemalige deutsche Ort Alknicken, der russisch zunächst mit Pribreschnoje bezeichnet wurde.

## Geographische Lage
Saostrowje liegt 32 Kilometer nordwestlich der Stadt Kaliningrad (Königsberg) und vier Kilometer östlich des Stadtzentrums von Pionerski (Neukuhren) an der Kommunalstraße 27K-159 von Pionerski, die in den Zubringer zum Primorskoje Kolzo (Küstenautobahnring) einmündet und dann weiter bis nach Romanowo (Pobethen) führt. In Saostrowje zweigt davon die Kommunalstraße 27K-244 ab und führt über Kulikowo (Strobjehnen) nach Schumnoje (Schupöhnen) an der Regionalstraße 27A-013 (ex A192). Auch von dort kann auf den Primorskoje Kolzo gefahren werden. Bis 1945 bestand die Bahnstation Pobethen-Rantau an der Königsberg-Cranzer Eisenbahn. Heute ist Pionerski Kurort die nächste Bahnstation an der Bahnstrecke Kaliningrad–Selenogradsk–Pionerski.

## Geschichte

Rantau, nordwestlich von Königsberg in der Nähe der Ostseeküste zwischen Kurischer Nehrung und Frischer Nehrung, auf einer Landkarte von 1910 (siehe linke Bildhälfte).

Das Gründungsjahr des bis 1946 Rantau genannten Dorfes an der samländischen Ostseeküste ist 1297. Zwischen 1874 und 1910 gehörte der Ort zum Amtsbezirk Strobjehnen (heute russisch: Kulikowo) im Landkreis Fischhausen im Regierungsbezirk Königsberg der preußischen Provinz Ostpreußen. Im Jahre 1910 kam Rantau zum Amtsbezirk Neukuhren (Pionerski), der 1939 zum Landkreis Samland trat.
Am 17. Oktober 1928 wurde der östlich gelegene Nachbarort Alknicken nach Rantau eingemeindet. Das Dorf Alknicken, das spätestens 1540 gegründet wurde, bestand aus mehreren großen und kleinen Höfen. Wie Rantau gehörte auch Alknicken von 1874 bis 1910 zum Amtsbezirk Strobjehnen und anschließend bis 1945 zum Amtsbezirk Neukuhren.
Infolge des Zweiten Weltkrieges kam Rantau mit dem gesamten nördlichen Ostpreußen zur Sowjetunion und erhielt im Jahr 1947 wieder ohne Alknicken die russische Bezeichnung „Saostrowje“, während Alknicken zum selben Zeitpunkt die russische Bezeichnung „Pribreschnoje“ erhielt. Gleichzeitig wurden beide Orte dem Dorfsowjet Romanowski selski Sowet im Rajon Primorsk zugeordnet. Vor 1988 wurde Pribreschnoje (wieder) an Saostrowje angeschlossen. Von 2005 bis 2015 gehörte Saostrowje zur Landgemeinde Kowrowskoje selskoje posselenije und seither zum Stadtkreis Selenogradsk.

### Einwohnerentwicklung
| Jahr | Einwohner | Bemerkungen                |
| ---- | --------- | -------------------------- |
| 1910 | 525       | Rantau: 399, Alknicken:126 |
| 1933 | 618       |                            |
| 1939 | 586       |                            |
| 2002 | 553       |                            |
| 2010 | 624       |                            |

## Kirche
Mit seiner überwiegend evangelischen Bevölkerung war Rantau vor 1945 in das Kirchspiel der Pfarrkirche in Pobethen (heute russisch: Romanowo) eingegliedert. Es gehörte zum Kirchenkreis Fischhausen (Primorsk) innerhalb der Kirchenprovinz Ostpreußen der Kirche der Altpreußischen Union. Heute liegt Saostrowje im Einzugsgebiet der evangelisch-lutherischen Gemeinde in Selenogradsk (Cranz), einer Filialgemeinde der Auferstehungskirche in Kaliningrad (Königsberg) in der Propstei Kaliningrad der Evangelisch-lutherischen Kirche Europäisches Russland.

## Persönlichkeiten des Ortes

### Mit dem Ort verbunden
- Walter Scheffler (1880–1964), tauber deutscher Buchbinder und Lyriker, hielt sich – oft mit ostpreußischen Künstlern – in Rantau in seinem „Sommerhaus“, einem ausrangierten Eisenbahnwaggon, auf.